# Bayungcerik
Bayungcerik is een bestuurslaag in het regentschap Bangli van de provincie Bali, Indonesië. Bayungcerik telt 1054 inwoners (volkstelling 2010).